# Journal of Materials Chemistry B: Materials for Biology and Medicine
Das Journal of Materials Chemistry B: Materials for Biology and Medicine (nach ISO 4 abgekürzt J. Mater. Chem. B) ist eine wöchentlich im Peer-Review-Verfahren bei der Royal Society of Chemistry erscheinende wissenschaftliche Fachzeitschrift. Die Zeitschrift erschien erstmals 2013 und behandelt die Synthese, Eigenschaften und Anwendungen neuartiger Materialien in den Bereichen Biologie und Medizin. Sie entstand durch die Aufteilung des Journal of Materials Chemistry in das Journal of Materials Chemistry A: Materials for Energy and Sustainability, das Journal of Materials Chemistry B: Materials for Biology and Medicine und das Journal of Materials Chemistry C: Materials for Optical and Electronic Devices. Der Impact Factor lag 2022 bei 7,0. Chefredakteur ist Jeroen Cornelissen von der Universität Twente.